# Reflections (Don Williams)
Reflections is een muziekalbum van Don Williams uit 2014.
Deze compact disc is het dertigste album van de countryzanger en het tweede bij het label Sugar Hill. Het vorige album bij dit label, And so it goes uit 2012, wordt beschouwd als de terugkeer uit zijn semi-pensionering.
Op de cd staan zowel nieuwe composities als covers van andere artiesten, zoals If I Were Free (Jesse Winchester), I'll be here in the morning (Townes Van Zandt) en Sing me back home (Merle Haggard). Met de verzameling van nummers houdt hij zijn traditie vast als verhalenverteller. Zijn werk was ook ditmaal weer geproduceerd door Garth Fundis.

## Nummers
| Nummer | Naam                        | Schrijver                                    | Duur | Opmerkingen |
| ------ | --------------------------- | -------------------------------------------- | ---- | ----------- |
| 1      | I'll be here in the morning | Townes Van Zandt                             | 3:44 |             |
| 2      | Talk is cheap               | Guy Clark, Morgane Hayes en Chris Stapleton  | 3:38 |             |
| 3      | I won't give up on you      | Britton Cameron en Jordyn Shellhart          | 3:09 |             |
| 4      | Sing me back home           | Merle Haggard                                | 3:59 |             |
| 5      | Working man's son           | Jim Collins en Bob Regan                     | 2:56 |             |
| 6      | Healing hands               | Rex Benson en Steve Gillette                 | 3:24 |             |
| 7      | If I were free              | Jesse Winchester                             | 2:44 |             |
| 8      | Stronger back               | Doug Gill                                    | 3:31 |             |
| 9      | Back to the simple things   | Marty Dodson, Jennifer Hanson en Mark Nesler | 3:12 |             |
| 10     | The answer                  | Tony Arata en Steve Warner                   | 4:16 |             |